# Waleria z Limoges
Waleria z Limoges – męczennica i święta Kościoła katolickiego.
Kojarzona jest ze św. Marcjalisem, biskupem Limoges, rzekomym uczniem Pańskim. W rzeczywistości żyła prawdopodobnie w VII lub w VIII wieku.
Dzieje Walerii opisał Ademar z Chabannes. Według legendy była córką rzymskiego zarządcy Limoges, prokonsula Leokadiusza. Pod wpływem nauk św. Marcjalisa stała się chrześcijanką i ślubowała Bogu zachować dziewictwo. Po śmierci jej ojca nowy gubernator, o imieniu Julius Silanus lub hrabia Stefan, próbował zmusić ją do małżeństwa, a rozwścieczony odmową skazał ją na ścięcie. Podwładny hrabiego wykonujący wyrok został rażony piorunem, a święta złożyła swą odciętą głowę przed św. Marcjalisem, który przywrócił żołnierzowi życie. Wydarzenia te tak wstrząsnęły niedoszłym mężem Walerii, że nawrócił się na chrześcijaństwo.

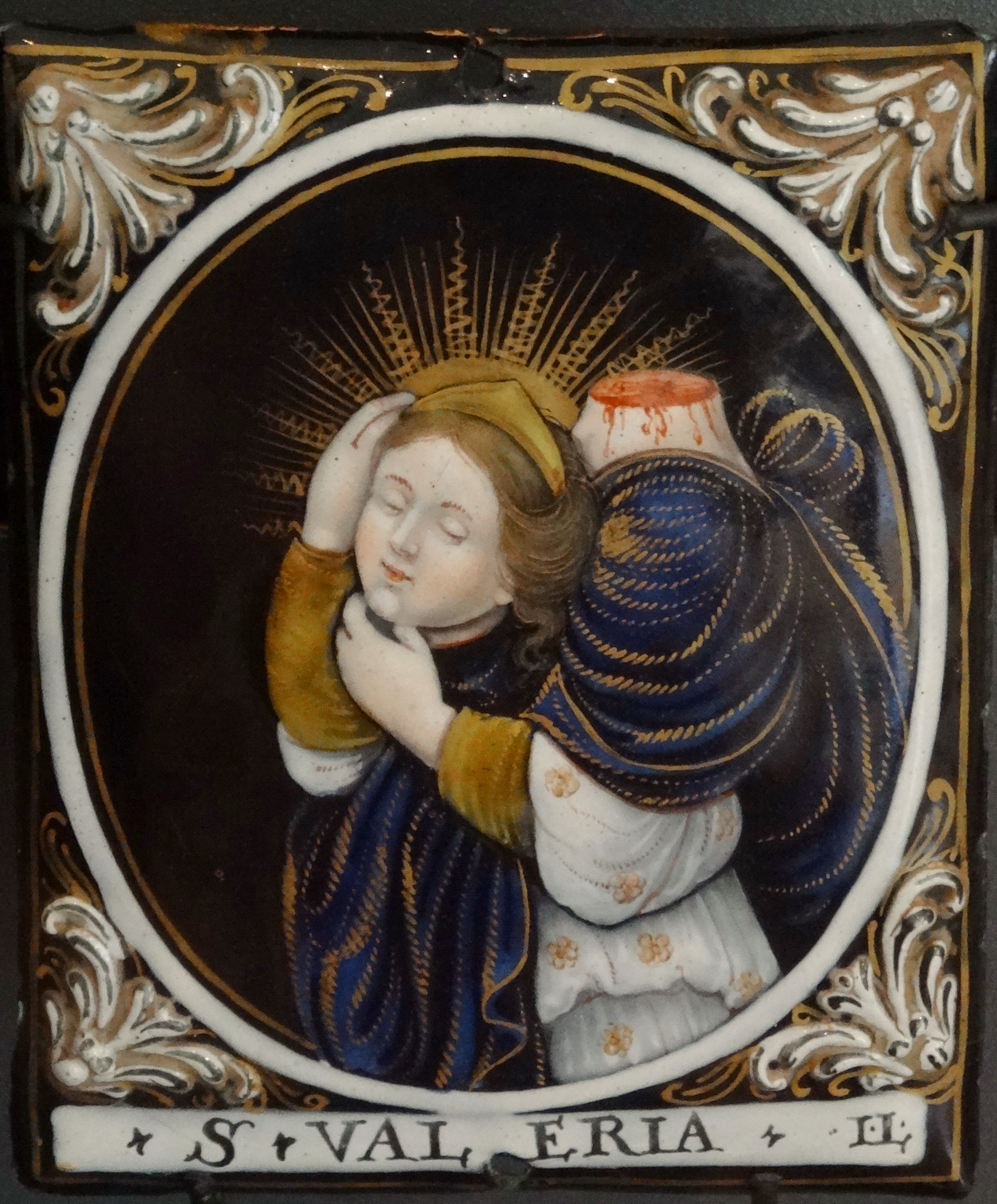
Jacques Laudin II, Święta Waleria, Muzeum Sztuk Pięknych w Limoges

W roku 857 mnisi z opactwa Saint-Martial de Limoges, w którym znajdował się jej grób, założyli klasztor w Chambon-sur-Voueize. W 985 r. ukończona została budowa kaplicy, do której przeniesiono większość relikwii św. Walerii. Jej relikwie czczone są również w kościele św. Michała w Limoges.
Wspomnienie liturgiczne św. Walerii obchodzone jest 9 lub 10 grudnia. W ikonografii przedstawiona jest z głową w ręku (kefaloforia).